# Kuusisaarentie
Kuusisaarentie est une rue allant de Munkkiniemi à Helsinki jusqu'à Keilaniemi à Espoo en Finlande.

## Présentation
Kuusisaarentie part du pont entre Munkkiniemi et Kuusisaari puis traverse Kuusisaari et Lehtisaari, et se termine en croisant la Kehä I à Keilaniemi.
À Munkkiniemi Kuusisaarentie est prolongée par Pikkuniementie et Ramsaynranta, qui mènent à la place de Munkkiniemi, par laquelle passe la valtatie 1 sous les noms de  Paciuksenkatu et Huopalahdentie.

## Transports publics
Kuusisaarentietä est empruntée par de nombreux bus de la région d'Helsinki, dont la Runkolinja 510, qui circule de l'Itäkeskus jusqu'à la gare routière de Westend.

## Galerie

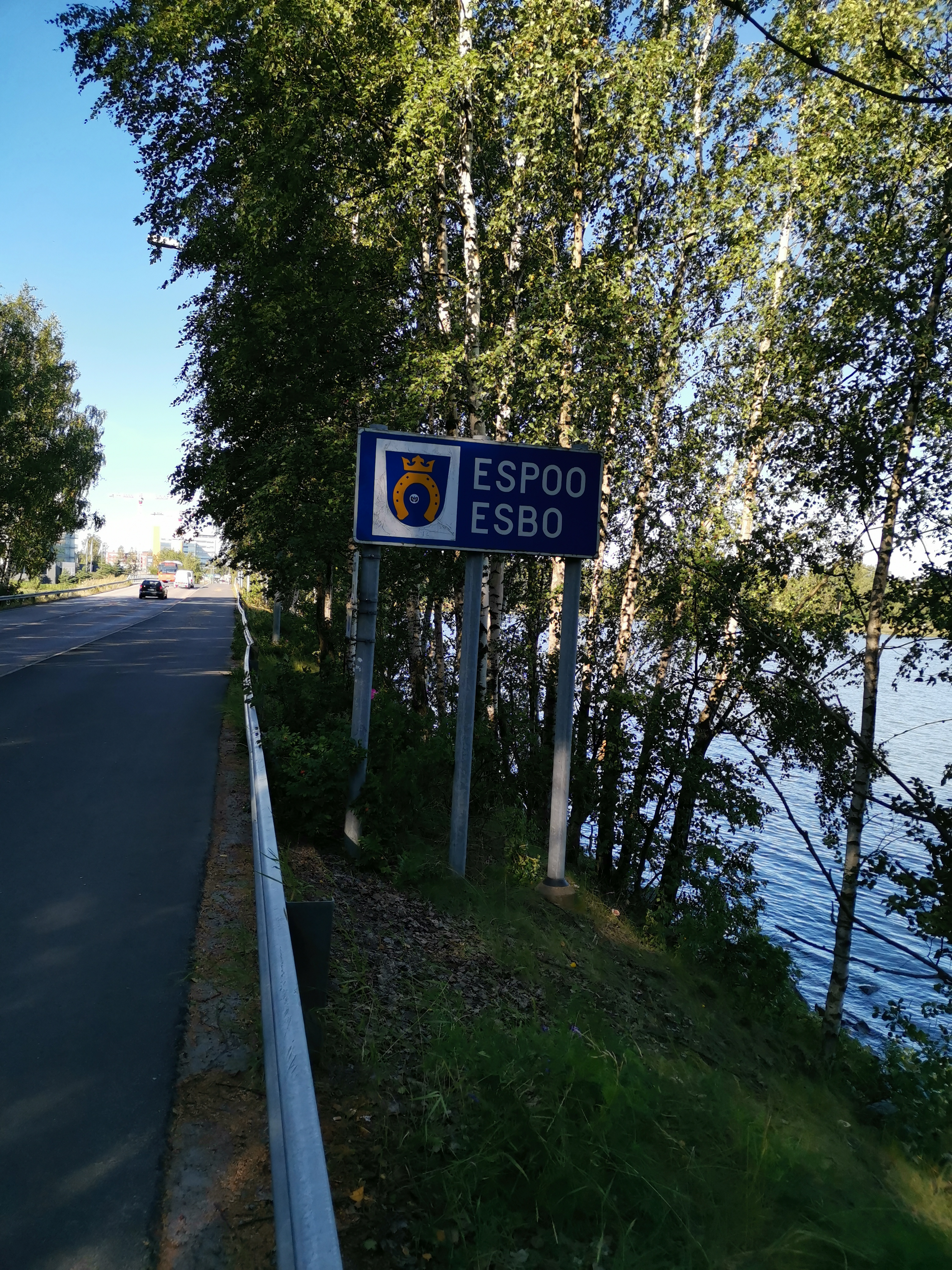
Kuusisaarentie a la limite d'Helsinki et d'Espoo.